# Odargowo (Poméranie)
Pour l’article homonyme, voir Odargowo-Kolonia.
Odargowo (cachoube : Òdargòwò) est une localité polonaise de la voïvodie de Poméranie et du powiat de Puck. 